# Punk As F*ck
Punk As F*ck è un'EP split fra i gruppi Hardcore punk Charged GBH e Billyclub.

## Tracce

### Charged GBH
1. No
2. I'm On Heat
3. Last Of The Teenage Idols

### Billyclub
1. Rat Cafe
2. Couch Boy
3. Dumbf*ck

## Formazione

### Charged GBH
- Colin Abrahall  - voce
- Colin Blyth - chitarra
- Ross Lomas - basso
- Kai Reder - batteria